# پادروک
پادروک (به لهستانی:  Paderewek) یک روستا در لهستان است که در گمینا ستردنگ واقع شده‌است.